# Tweedia birostrata
Tweedia birostrata là một loài thực vật có hoa trong họ La bố ma. Loài này được (Hook. & Arn.) Hook. & Arn. miêu tả khoa học đầu tiên năm 1835.